# Mezei Léda
Mezei Léda (született: Mezei Réka; Mezőberény, 1987. január 18. –) magyar színésznő.

## Életpályája
1987-ben született. Gyermekkorát Mezőberényben töltötte. 2009-ben diplomázott a Kaposvári Egyetem színész szakán. Több független produkcióban és televíziós sorozatban is szerepelt.

## Színházi szerepeiből
- Georg Büchner: Leoce és Léna... Rosetta
- Ray Cooney: Páratlan páros... Barbara Smith
- Ray Cooney: A miniszter félrelép ...Pamela (finom, vonzó, ötvenéves hölgy)
- Michael Tremblay: Sógornők... Germaine Lauzon
- Michael Stewart: Szeretem a feleségem... Gina
- Max Frisch: Játék az életrajzzal... Katrin (Balerina)
- Tamási Áron: Énekes madár... Gondos Magdolna
- Karinthy Frigyes: Nekem a feleségem gyanús... szereplő

## Filmes és televíziós szerepei
- Társas játék (2011–2012) ...Niki
- Átok (2012) ...Drogos lány
- A merénylet (2018)
- Barátok közt (2016–2019) ...Kővári Natasa[4]
- Drága örökösök (2020) ...Esküvőszervező
- Keresztanyu (2021–2022) ...Tomasevics Georgina
- Toxikoma (2021) ...Fanni